# تاريخ اليهود في سويسرا
يمتد تاريخ اليهود في سويسرا إلى أكثر من ألف عام، إذ كان اليهود متواجدين في الأراضي التي تعرف الآن بسويسرا منذ فترة ما قبل ظهور الاتحاد السويسري القديم في العصور الوسطى في القرن الثالث عشر (ظهرت المجتمعات الأولى في بازل عام 1214).
يوجد في سويسرا عاشر أكبر مجتمع يهودي في أوروبا، مع وجود 20 ألف يهودي (0.4% من مجمل السكان). تسكن أغلب الجالية اليهودية في سويسرا في مدن البلاد الكبرى كزيورخ وجنيف وبازل.
عقد المؤتمر الصهيوني العالمي الأول لعام 1897 في بازل، وعقد في هذه المدينة عشر مؤتمرات لاحقة أي أكثر من أي مدينة أخرى في العالم، وكانت بازل أيضًا مكان المتحف اليهودي في سويسرا، وهو أول متحف يهودي افتتح في أوروبا بعد الحرب العالمية الثانية. ينتمي أغلب اليهود في بازل وزيورخ إلى الأشكناز، في حين يتواجد اليهود السفارديون في جنيف تحديدًا.

## تاريخ

### عصر نابليون
غزا الفرنسيون بقيادة نابليون الأول سويسرا وأسسوا الجمهورية الهيلفيتية في عام 1798. حاولت هذه الجمهورية تطوير وتوحيد سويسرا، التي لم تكن بلدًا موحدًا في ذلك الوقت، بل تحالفًا يضم مجموعة من الدول المستقلة. حاول الإصلاحيون السويسريون منح اليهود مزيدًا من الحقوق والحريات في برلمان هيلفتيك الجديد في أراو، وعندما فشلت هذه الجهود حاول الإصلاحيون دفع الفرنسيين لفرض هذا التغيير على الحكومة السويسرية الجديدة. لم يتبنَ كثير من السويسريين التغيرات الجمهورية، وأصبحت قضية حريات اليهود قضية خلافية بين النظام القديم والحكومة الجديدة.
ثار جزء من سكان سويسرا ضد اليهود، ونهبت الحشود عدة قرى يهودية في عام 1802، ولم يستطع الجيش الفرنسي المرهق حماية اليهود. افتقر نابليون إلى القوات الكافية لفرض السلام في سويسرا، وكان بحاجة إلى الأفواج السويسرية لحملاته الخارجية، فسعى إلى حل سلمي لهذه الثورات، وأصدر في عام 1803 قانون الوساطة. كان قانون الوساطة بمثابة حل وسط بين النظام القديم والجمهورية الجديدة، وتمثلت إحدى التنازلات في هذا القانون بعدم منح مزيد من الحقوق لليهود.

### سويسرا الحديثة
كان اليهود في سويسرا متسامحين إلى حد ما، وكانوا يديرون شؤونهم الخاصة بنفسهم، وفي عام 1862 تأسست الجالية اليهودية في زيورخ، وكنيسة يهودية في زيورخ، وفي عام 1884 بني مجمع زيورخ اليهودي. بنيت قرية يهودية جديدة في عام 1879 دعيت نيو إندينغن، وبقيت هذه القرية مستقلة حتى عام 1983 عندما اندمجت مرة أخرى في قرية إندينغن.
لم يستعد اليهود حقهم في الاستقرار بحرية إلا مع الدستور السويسري الذي صدر في عام 1848، ولم يُمنح هذا الحق إلا بعد موافقة الشعب عليه في استفتاء عام. تعزز هذا الحق في الدستور المعدل لعام 1874، إذ تضمنت المادة 49 من هذا الدستور حرية الاعتقاد.
مُنح اليهود مساواة كاملة في الحقوق المدنية في عام 1876 وسمح لهم بالسفر، وبحلول عام 1920، غادر معظم اليهود وادي سورب، وخلال أواخر القرن التاسع عشر وأوائل القرن العشرين انضم العديد من اليهود من مناطق الألزاس وألمانيا وأوروبا الشرقية إلى هذه المجموعة، وفي عام 1920 وصل عدد السكان اليهود في سويسرا إلى ذروته (21000 شخص) أي 0.5% من إجمالي السكان، وهو الرقم الذي ظل ثابتًا منذ ذلك الحين.

## اللغة
كان اليهود الذين يعيشون في وادي سورب يتحدثون اللغة اليديشية الغربية (لغة يعود أوروبا) والتي لا تزال آثارها موجودة حتى اليوم في تلك المنطقة. يمكن اعتبار اللغة اليديشية الغربية في الأساس مزيجًا من اللهجات الألمانية مع مفردات عبرية وآرامية بالإضافة إلى بعض التأثيرات من اللغات الرومانسية. تتميز هذه اللغة عن اليديشية الشرقية باحتوائها على عدد أقل بكثير من الكلمات السلافية المستعارة، ولكن على عكس اليديشية الشرقية التي يتحدث بها بعض يهود بولندا وأمريكيا اليوم اختفت اليديشية الغربية بشل كامل تقريبًا. بقي اليوم عدد قليل فقط - معظمهم من كبار السن - من اليهود الذين يعرفون لهجة وادي سورب، وبدأ قسم المحفوظات الصوتية في جامعة زيورخ في تسجيل ما تبقى من هذه اللهجة.

## التركيبة السكانية
كان عدد السكان اليهود في سويسرا 17914 شخص (0.2% من إجمالي السكان) وفقًا لإحصائيات عام 2000، وفي عام 2015 كان هناك 17250 يهودي تزيد أعمارهم عن 15 عامًا في سويسرا. انخفضت نسبة اليهود السويسريين في الوقت الحالي، على الرغم من أن عدد اليهود ظل ثابتًا تقريبًا منذ الثلاثينيات، ويعود ذلك إلى الهجرة. يلاحظ اليوم أن أربع مدن سويسرية فقط هي زيورخ وبازل وجنيف وفود فيها جالية يهودية تتجاوز 1000 شخص، ويقيم ثلث يهود سويسرا في زيورخ.
| السنة | عدد اليهود | %   |
| ----- | ---------- | --- |
| 1850  | 3,145      | 0.1 |
| 1860  | 4,216      | 0.2 |
| 1870  | 6,996      | 0.3 |
| 1880  | 7,373      | 0.3 |
| 1888  | 8,069      | 0.3 |
| 1900  | 12,264     | 0.4 |
| 1910  | 18,462     | 0.5 |
| 1920  | 20,979     | 0.5 |
| 1930  | 17,973     | 0.4 |
| 1941  | 19,429     | 0.4 |
| 1950  | 19,048     | 0.4 |
| 1960  | 19,984     | 0.4 |
| 1970  | 20,744     | 0.3 |
| 1980  | 18,330     | 0.3 |
| 1990  | 17,577     | 0.2 |
| 2000  | 17,914     | 0.2 |
| 2010  | 20,991     | 0.4 |

## معاداة السامية في سويسرا

### الطرد والتحرر
طُرد معظم اليهود من مختلف أنحاء سويسرا باستثناء الأطباء في عام 1622، ولكن بقيت قريتان يهوديتان في أرغاو، وتعرض أولئك الذين سمح لهم بالبقاء لتمييز اقتصادي واجتماعي. نجحت سياسات التحرر في إحداث تغيير إيجابي طفيف لليهود في سويسرا. ضغطت دول عظمى مثل بريطانيا وفرنسا والولايات المتحدة على سويسرا لمنح حقوق متساوية لجميع المواطنين، والتي منحها رسميًا الدستور المعدل في عام 1874.

### الهولوكوست
لجأ أكثر من 23 ألف يهودي إلى سويسرا، لكن الحكومة السويسرية قررت البقاء على الحياد وأن تكون سويسرا دولة عبور لللاجئين اليهود فقط، وتعاملت مع اللاجئين اليهود بشكل مختلف عن اللاجئين من ديانات أخرى خصوصًا فيما يتعلق بالدعم المالي. أقنعت الحكومة السويسرية ألمانيا بوضع علامة (جي) على جواز سفر اليهود لتسهيل رفض قبول اللاجئين اليهود. منعت سويسرا دخول اللاجئين اليهود لأراضيها عندما حاول آلاف اليهود الفرار من النمسا بعد احتلالها في مارس 1938، وكذلك في أعوام 1942-1943 عندما حاول اليهود الفرار من الترحيل في فرنسا وهولندا وبلجيكا. مُنح 25000 يهودي حق اللجوء في سويسرا خلال الحرب العالمية الثانية، لكن حوالي 30 ألف يهودي مُنعوا من دخول البلاد، وبحلول عام 1953 كان معظم اللاجئين اليهود قد غادروا سويسرا.[بحاجة لمصدر أفضل]

### فترة ما بعد الحرب العالمية الثانية
كانت سويسرا بشكل عام داعمة لقيام دولة إسرائيل مع الحفاظ على حيادها في الصراع الإسرائيلي الفلسطيني. تعزز هذا الدعم عندما وقع هجوم إرهابي عربي ضد طائرة تابعة لشركة طيران في زيورخ في عام 1969، وعندما ارتكبت أعمال تخريبية ضد طائرة سويسرية متجهة إلى إسرائيل في عام 1970، ومع ذلك فإن معاداة السامية ازدادات في سويسرا وبقية دول أوروبا منذ عام 2000 وفقًا لمعهد ستيفن روث لدراسات معاداة السامية والعنصرية المعاصرة.
أكد تقرير نشرته صحيفة نيويورك تايمز في عام 1998 أن معاداة السامية قد ازدادت في سويسرا كرد فعل على التدقيق المتزايد في ذلك الوقت حول تصرفات البلاد خلال الحرب العالمية الثانية، وكشفت دراسة استقصائية في عام 2014 أن واحدًا من بين كل أربعة مواطنين سويسريين معاد للسامية، ما يجعل سكان سويسرا من أكثر سكان أوروبا الغربية معاداة لليهود.